# Aleptina clinopetes
Aleptina clinopetes là một loài bướm đêm trong họ Noctuidae.